# 徐标新
徐标新（1971年2月—），生于江苏省，越剧男演员，锡剧演员，擅长小生。2000年，进入上海越剧院。越剧表演上师承陆锦花。锡剧代表作有《宝莲灯》、《哑女告状》、《三看御妹》、《半把剪刀》等。越剧代表作有《早春二月》(饰钱正兴)、《珍珠塔》、《木棉红》、《浪荡子》、《盘夫索夫》等。